# Tân Thới Hiệp
Tân Thới Hiệp là một phường thuộc Thành phố Hồ Chí Minh, Việt Nam.

## Địa lý
Phường Tân Thới Hiệp có vị trí địa lý:
- Phía đông giáp phường Thới An
- Phía tây giáp phường Tân Chánh Hiệp
- Phía nam giáp phường Đông Hưng Thuận và quận Gò Vấp
- Phía bắc giáp phường Hiệp Thành.

Phường có diện tích 8,06 km², dân số năm 2025 là 166.730 người,  mật độ dân số đạt 20.686 người/km².

## Hành chính
Sau khi chính thức sắp xếp lại các khu phố của 11 phường thuộc địa bàn Quận 12 vào ngày 14/03/2024, phường Tân Thới Hiệp từ 8 khu phố cùng nhiều tổ dân phố ở cấp dưới sẽ chia thành 23 khu phố mới đánh số từ 1 đến 23. Điều đó đồng nghĩa với việc, phường Tân Thới Hiệp sẽ không còn cấp hành chính tổ dân phố như trước.
Sau đợt sáp nhập vào ngày 16 tháng 6 năm 2025, phường Tân Thới Hiệp có 75 khu phố được đánh số từ 1 đến 75.

## Lịch sử
Địa danh Tân Thới Hiệp có từ thời Pháp thuộc, khi đó là tên một làng thuộc tổng Bình Thạnh Hạ, quận Gò Vấp, tỉnh Gia Định. Làng Tân Thới Hiệp được hình thành trên cơ sở sáp nhập hai làng có từ thời Nguyễn là Tân Hưng và Thới An.
Tuy nhiên, vào năm 1955, chính quyền Việt Nam Cộng hòa sáp nhập tổng Bình Thạnh Hạ vào quận Hóc Môn và đổi tên thành tổng Long Bình. Sau năm 1956, các làng được gọi là xã, Tân Thới Hiệp là một xã thuộc quận Hóc Môn.
Sau năm 1975, xã Tân Thới Hiệp thuộc huyện Hóc Môn, Thành phố Hồ Chí Minh.
Ngày 6 tháng 1 năm 1997, Chính phủ ban hành Nghị định số 03-CP. Theo đó:
- Thành lập Quận 12 trên cơ sở tách toàn bộ diện tích, dân số của 5 xã: An Phú Đông, Đông Hưng Thuận, Tân Thới Hiệp, Tân Thới Nhất, Thạnh Lộc và một phần diện tích, dân số của 2 xã: Tân Chánh Hiệp, Trung Mỹ Tây thuộc huyện Hóc Môn
- Thành lập phường Hiệp Thành trên cơ sở 255 ha diện tích tự nhiên và 5.121 người của xã Tân Thới Hiệp; 276 ha diện tích tự nhiên và 4.116 người của xã Tân Chánh Hiệp
- Thành lập phường Thới An trên cơ sở 451 ha diện tích tự nhiên và 7.208 người của xã Tân Thới Hiệp
- Thành lập phường Tân Thới Hiệp trên cơ sở 319 ha diện tích tự nhiên và 7.623 người của xã Tân Thới Hiệp; 11 ha diện tích tự nhiên và 2.720 người của xã Tân Chánh Hiệp.

Sau khi thành lập, phường Tân Thới Hiệp có 330 ha diện tích tự nhiên và 10.343 người.
Ngày 16 tháng 6 năm 2025, Ủy ban Thường vụ Quốc hội nước Cộng hòa xã hội chủ nghĩa Việt Nam khóa XV thông qua Nghị quyết 1685/NQ-UBTVQH15. Theo đó:
- Sắp xếp toàn bộ diện tích tự nhiên, quy mô dân số của phường Hiệp Thành (Quận 12) và phường Tân Thới Hiệp thành phường mới có tên gọi là phường Tân Thới Hiệp.

Sau khi thành lập, phường Tân Thới Hiệp có 805,53 ha diện tích đất tự nhiên và 166.730 người.